# تشنغ بين
تشِنغ بين (بالصينية: 郑斌)، من مواليد 4 يوليو 1977 في ووهان في الصين، لاعب كرة قدم صيني.
بدأ مسيرته الكروية مع نادي هوبي ووهان زهي في عام 1998، ولعب معهم حتى عام 2002، وفي موسم 2003/2004 انتقل إلى نادي شينزهين جيانليباو، ولعب معهم 40 مباراة وسجل هدف واحد، ومنذ عام 2005 وهو يلعب مع نادي ووهان غوانغجو.
و قد بدأ باللعب مع منتخب الصين لكرة القدم في عام 2003.

## روابط خارجية
- تشنغ بين على موقع الاتحاد الدولي (مؤرشف)  (الإنجليزية)
- تشنغ بين على موقع قاعدة بيانات كرة القدم.إي يو (الإنجليزية)
- تشنغ بين على موقع ناشيونال فوتبول تيمز (الإنجليزية)